# حقیقت ۲
حقیقت ۲ (به هندی: Satya 2) یا (به انگلیسی: Truth 2) فیلمی هندی محصول سال ۲۰۱۳ و به کارگردانی رام گوپال وارما است. در این فیلم بازیگرانی همچون پونیت سینگ راث، شارواناند، آنایکا سوتی و ماهش تاکور ایفای نقش کرده‌اند.
این فیلم دنباله فیلم حقیقت است.